# Chanson d'Antioche

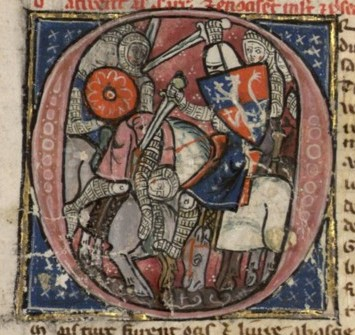
Bătălia cruciaților și turcilor (1097), reprezentare din secolul al XIII-lea.

Chanson d'Antioche este un chanson de geste compus în jurul anului 1180 pentru audiența franceză de curte, încorporată într-un ciclu cvasi-istoric de poezii epice inspirate de evenimentele din anii 1097–99, incluzând punctele culminante ale primei Cruciade: cucerirea Antiohiei, Ierusalimului și formarea statelor cruciate. Cântecul a fost mai târziu refăcut și încorporat într-un ciclu extins despre Cruciadă, în secolul al XIV-lea, care a fost mult mai fabulos și brodat, mai mult romantic decât epic.
Subiectul povestește propovăduirea primei Cruciade, pregătirile pentru plecare, dragostea înlăcrimată, sosirea la Constantinopol și asediul și cucerirea Antiohiei.
Lucrarea este de obicei atribuită lui Grendor de Douai, care se presupune că a rescris poezia originală pierdută, care la rândul ei a fost compusă de către un martor al Cruciadei, Richard Pelerinul, un jongleur nord-francez sau flamand, care a început-o în timpul asediului de opt luni al Antiohiei (1097).

## Vezi și
- Prima cruciadă
- Cruciade
- Ierusalimul eliberat, epopee a poetului italian Torquato Tasso, publicată în 1581, care povestește o versiune miticită a primei Cruciade.